# Kevin Greene
Kevin Darwin Greene (Nueva York, Nueva York, 31 de julio de 1962-Alabama, 21 de diciembre de 2020), más conocido como Kevin Greene, fue un jugador profesional estadounidense de fútbol americano que se desempeñó en la posición de defensive end y linebacker en la National Football League (NFL). Es miembro del Salón de la Fama del Fútbol Americano Profesional.

## Carrera
Greene jugó como profesional ocho temporadas en Los Angeles Rams (1985-1992), después pasó a Pittsburgh Steelers (1993-1995), luego a Carolina Panthers (1996), posteriormente a San Francisco 49ers (1997), y finalmente, regresó a Carolina Panthers, donde jugó dos temporadas (1998-1999), y fue el equipo en el que se retiró.

## Reconocimiento
En 2016, ingresó como miembro al Salón de la Fama del Fútbol Americano Profesional.